# Grenzbrigade 3

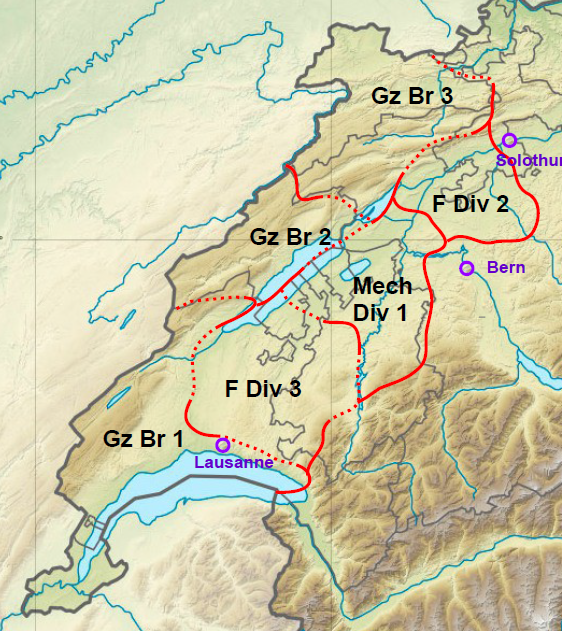
Grenzbrigade 3 im Grunddispositiv von 1992

Die Grenzbrigade 3 (Gz Br 3) (französisch brigade frontière 3) war eine von elf Grenzbrigaden der Schweizer Armee. Sie war dem 1. Armeekorps (seit 1961 Feldarmeekorps 1, FAK 1) unterstellt und bestand von 1938 bis 1994 (Armee 95). 

## Geschichte
Die Grenztruppen wurden in Übereinstimmung mit dem Haager Abkommen mit der Truppenordnung 1938 (TO 38) neu organisiert und 11 Grenzbrigaden geschaffen. Neben den Grenzfüsilierbataillonen verfügten sie über eine Kompanie Radfahrer, motorisierte Mitrailleure und Infanteriekanoniere.
Damit die Grenzverteidigung (Grenzbesetzung) trotz der rasanten Weiterentwicklung der Kriegstechnik glaubwürdig blieb, beschloss der Bundesrat die Verteidigungslinie mit permanenten in der Tiefe gestaffelten Grenzbefestigungen zu verstärken. 1935 liessen die Bundesbehörden das Büro für Befestigungsbauten (BBB) wieder beleben und ab 1937 wurde vorerst bei der Grenzbefestigung (Festung Sargans usw.) wieder gebaut. 
Die Grenzbrigade 3 war für Ausbildung und Einsatzvorbereitung dem 1. Armeekorps zugewiesen. Die Unterstellung während des Einsatzes wurde durch den jeweiligen Operationsplan bestimmt. In allen Verbänden der Grenztruppen wurden Milizsoldaten mit Wohnsitz im Einsatzraum eingeteilt, weil die Grenztruppen im Mobilmachungsfall als erste aufgeboten wurden und sofort einsatzbereit sein mussten, damit die Mobilmachung des Gros der Armee nicht gestört werden konnte. 
Der Raum der Grenzbrigade (1938–1994) wurde begrenzt durch rund 110 km Landesgrenze von Biaufond (Les Bois JU) ⊙ bis Klösterli, Kleinlützel ⊙ und in der Tiefe vom Bielersee bei Erlach ⊙ bis zur Emmemündung bei (Solothurn) ⊙. Er umfasste die Abschnitte Ajoie, den Kessel von Delémont und die Juraketten.
Die Brigade hatte den Auftrag, die Hauptachsen Laufen-Delémont-Moutier-Vallée de Tavennes-Pierre Pertuis-Sonceboz, Porrentruy-Les Rangiers-Delémont-Scheltenpass, Les Rangiers-St. Brais-Saignelégier sowie Moutier-Gänsbrunnen-Welschenrohr-Balsthal samt Nebenachsen zu sperren, den Abnützungskampf ab Grenze zu führen und den Neutralitätsschutzdienst (NSD) sicherzustellen.

### Einheiten (Stand 1994)
Die Grenzbrigade 3 umfasste:
- Infanterieregimenter 43 (bis 1947 bei Grenzbrigade 2), 46, 90
- Festungsabteilung 103 (seit 1988 Festungskompanie I/103, Festungshaubitzenbatterie II/103)
- Werkkompanien 6, 7, 8

### Kommandoposten, Artilleriewerk und Sperrstellen
Die Werke und Sperrstellen der Grenzbrigade 3 liegen in den Kantonen Jura und Bern. Im März 1944 verfügte sie über 74 befestigte Werke mit 36 Maschinengewehre, 22 Panzerabwehrkanonen 24 mm, 17 Feldkanonen 4,7 cm, 3 Festungskanonen 7,5 cm und 9 Kanonen 8,4 cm. 1947 wurde das Grenzregiment 43 neu der Grenzbrigade 3 unterstellt, weshalb etliche Sperrstellen der ursprünglichen Grenzbrigade 2 nun bei der Grenzbrigade 3 sind:
- Kommandoposten (KP): KP Grenzbrigade 3 A 1600 Le Saisselin du Haut ⊙
- Artilleriewerk: Plainbois A 1433 ⊙
- Sperrstellen (Sperrstellen von nationaler Bedeutung mit *)[2]: Bourrignon, Chételat*, Choindez, Frinvillier*, Gänsbrunnen*, Gorges de Court, Gorges de Moutier, Goumois JU, Hasenburg, La Combe/Montfaucon, La Réselle, La Rossmatte, La Verriere, Le Pichoux, Les Forges, Les Grangettes, Les Pontins, Les Rangiers*, Mervelier, Mettembert, Petite Douanne, Pleigne, Pont des Anabaptistes, Port des Enfers, Rogne Maison, Sonceboz*, Vorbourg-Soyhières*, St. Brais, St. Ursanne, Tiergarten Vermes, Vellerat[3]

## Museum, Besichtigungen
Die 1997 gegründete Association Patrimoine Militaire Secteur Brigade Frontière 3 (APMBF 3) organisiert Führungen in drei Festungen aus dem Zweiten Weltkrieg im Kanton Jura: Infanteriewerk Chételat, Festung Les Forges und Festungen der Klus von Soyhieres. Sie unterhält auch den Schweizer Teil des Kilometer-0-Pfades aus dem Ersten Weltkrieg bei Le Largin Bonfol.